# گنبد نور
گنبد نور فیلمی به کارگردانی  و نویسندگی سیداحمد صالحی ساختهٔ سال ۱۳۶۷ است.

## بازیگران
- حمید تاج دوستی
- ناصر فروغ
- سلیم رحیمی
- جمال صالحی
- جمال طباطبایی
- عباس حیدری
- حسن ساجدی
- بیژن پورغلام
- محمود داوودی
- نصراله زارع تیموری
- سیدناصر هاشمی
- علی شیرازی
- حسین سهرابی